# Генета на Бурлон
Генетата на Бурлон (Genetta bourloni) е вид бозайник от семейство Виверови (Viverridae). Видът е почти застрашен от изчезване.

## Разпространение
Разпространен е в Гвинея, Кот д'Ивоар, Либерия и Сиера Леоне.